# 百林乡
百林乡，是中华人民共和国广西壮族自治区河池市巴马瑶族自治县下辖的一个乡镇级行政单位。常住人口1.1万人，总人口1.79万人。

## 行政区划
百林乡下辖以下地区：
阳春村、那弄村、那莫村、罗皮村和平田村。